# 授業参観

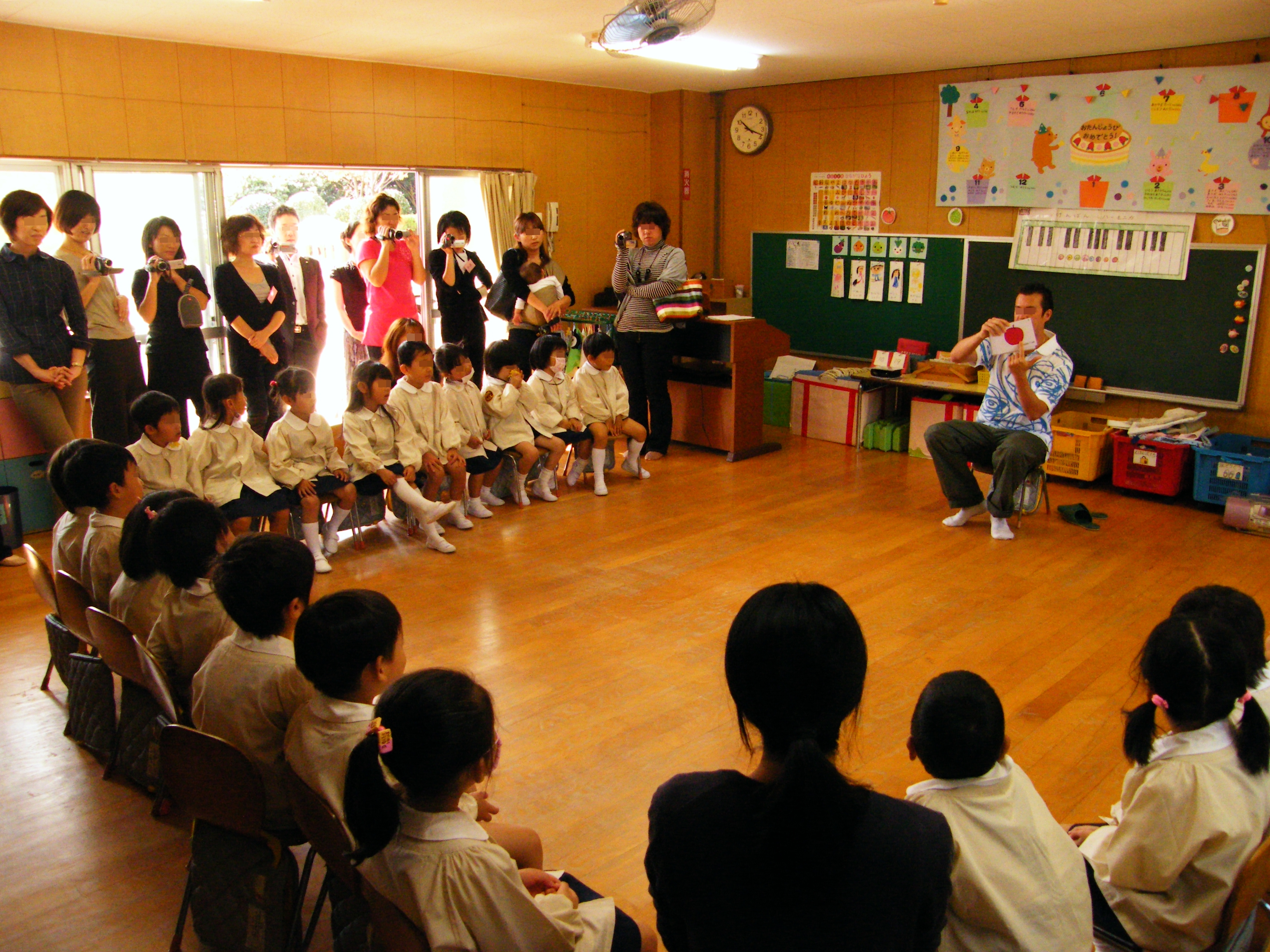
幼稚園での授業参観

授業参観（じゅぎょうさんかん）とは、学校で行われている授業の一環であり、生徒の保護者も教室に入り生徒の授業を見ることができる。

## 概要
多くの学校では学校行事の一つとして年に数回程度実施している。大抵の場合は幼稚園から高等学校までの実施であるが、専門学校や大学の中にも実施しているところが存在する。
授業参観の目的として、教員と保護者との信頼関係を深める、学校の教育方針を知る、保護者が家庭では気付きにくい子どもの長所・短所を知るといった目的が挙げられる。授業参観後に懇談会を設ける学校も多く、保護者間の懇親のきっかけや情報交換の場ともなる。
近年では都市部を中心に「学校公開週間」というものも存在し、1週間の間であれば自由に授業参観が可能である。自分の子のクラス以外の授業はもちろん、授業以外の休み時間、給食、掃除、下校指導等も参観対象となる。

## 問題
最近ではモンスターペアレントによって、以下のような問題行動が起こり、授業参観中のマナーが悪化してきていることが問題視されている。
- 保護者が授業中に私語をする
- 携帯電話を使う
- 写真を撮る